# Мой друг из Фару
«Мой друг из Фару» (нем. Mein Freund aus Faro) — немецкий фильм 2008 года режиссёра Наны Нойль. Описан самим режиссёром как приквел к фильму «Парни не плачут».

## Сюжет
В основу истории положен «гендерный маскарад». 22-летний Мел - трансгендерный парень, одевается по-мужски, носит короткую стрижку. Он живёт недалеко от Мюнстера и работает упаковщиком в аэропорту. Однажды вечером Мел сбивает незнакомую девушку, а затем подвозит на дискотеку. Он представляется ей и её друзьям как «Мигель» из Фару. Случайное недоразумение стало началом романа… Однако Мигель не может скрывать свою тайну вечно, постепенно правда выплывает наружу и герой оказывается в непростой жизненной ситуации…

## Награды
- 2008 — Кинофестиваль «Премия Макса Офюльса» за лучший сценарий
- 2008 — Кинофестиваль в Карловых Варах
- 2009 — Международный ЛГБТ-кинофестиваль «Бок о Бок»